# Aller (Dorset)
Aller – wieś w Anglii, w hrabstwie Dorset. Leży 14 km na północny wschód od miasta Dorchester i 173 km na południowy zachód od Londynu. W latach 1870–1872 miejscowość liczyła 91 mieszkańców.